# Сан Мартино ин Пенсилис
Сан Мартино ин Пенсилис (итал. San Martino in Pensilis) је насеље у Италији у округу Кампобасо, региону Молизе.
Према процени из 2011. у насељу је живело 4293 становника. Насеље се налази на надморској висини од 224 м.

## Становништво
| 1931. | 1936. | 1951. | 1961. | 1971. | 1981. | 1991. | 2001. | 2011. |
| ----- | ----- | ----- | ----- | ----- | ----- | ----- | ----- | ----- |
| 5.212 | 5.442 | 6.195 | 5.052 | 4.433 | 4.632 | 4.762 | 4.824 | 4.797 |